# طبقه سوم (فیلم ۱۹۶۶)
طبقه سوم (به هندی: Teesri Manzil) فیلمی محصول سال ۱۹۶۶ و به کارگردانی ویجی آناند است. در این فیلم بازیگرانی همچون شامی کاپور، آشا پارک، پریم چوپرا، هلن، پریم نات، افتخار، سلیم خان ایفای نقش کرده‌اند.